# Ole Høiland

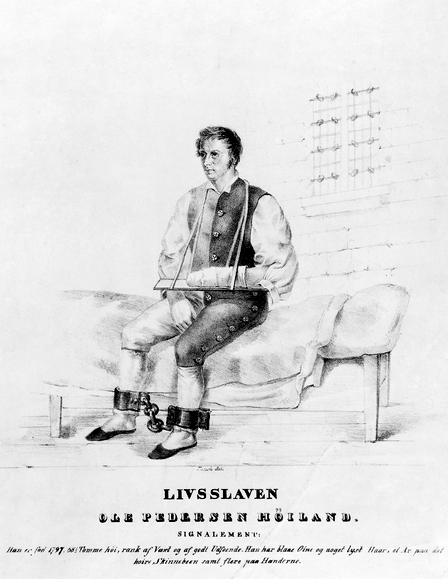
Ole Høyland auf einem zeitgenössischen Fahndungsplakat.

Ole Pedersen Høiland (* 1797 in Bjelland in Agder; † 20. Dezember 1848 in der Festung Akershus in Christiania durch Selbstmord) war ein norwegischer Dieb und Bankräuber und galt schon zu seiner Zeit, insbesondere in Indre Agder, als Volksheld. Høiland wuchs in armen Verhältnissen auf und entwickelte schon in jungen Jahren die Fähigkeit, mit kriminellen Handlungen Sympathien zu erlangen. Er wird für eine ganze Reihe von Einbrüchen in Norwegen verantwortlich gemacht, einschließlich in der Norges Bank im Januar 1835. Er wurde mehrmals verhaftet und bestraft mit Auspeitschen, körperlicher schwerer Strafarbeit sowie langen Haftstrafen, jedoch schaffte es wieder immer wieder zu entkommen. Die Lebensgeschichte von Ole Høiland wurde in den norwegischen Spielfilm  Balladen om mestertyven Ole Høiland verfilmt.

## Biografie

### Herkunft und Jugendjahre

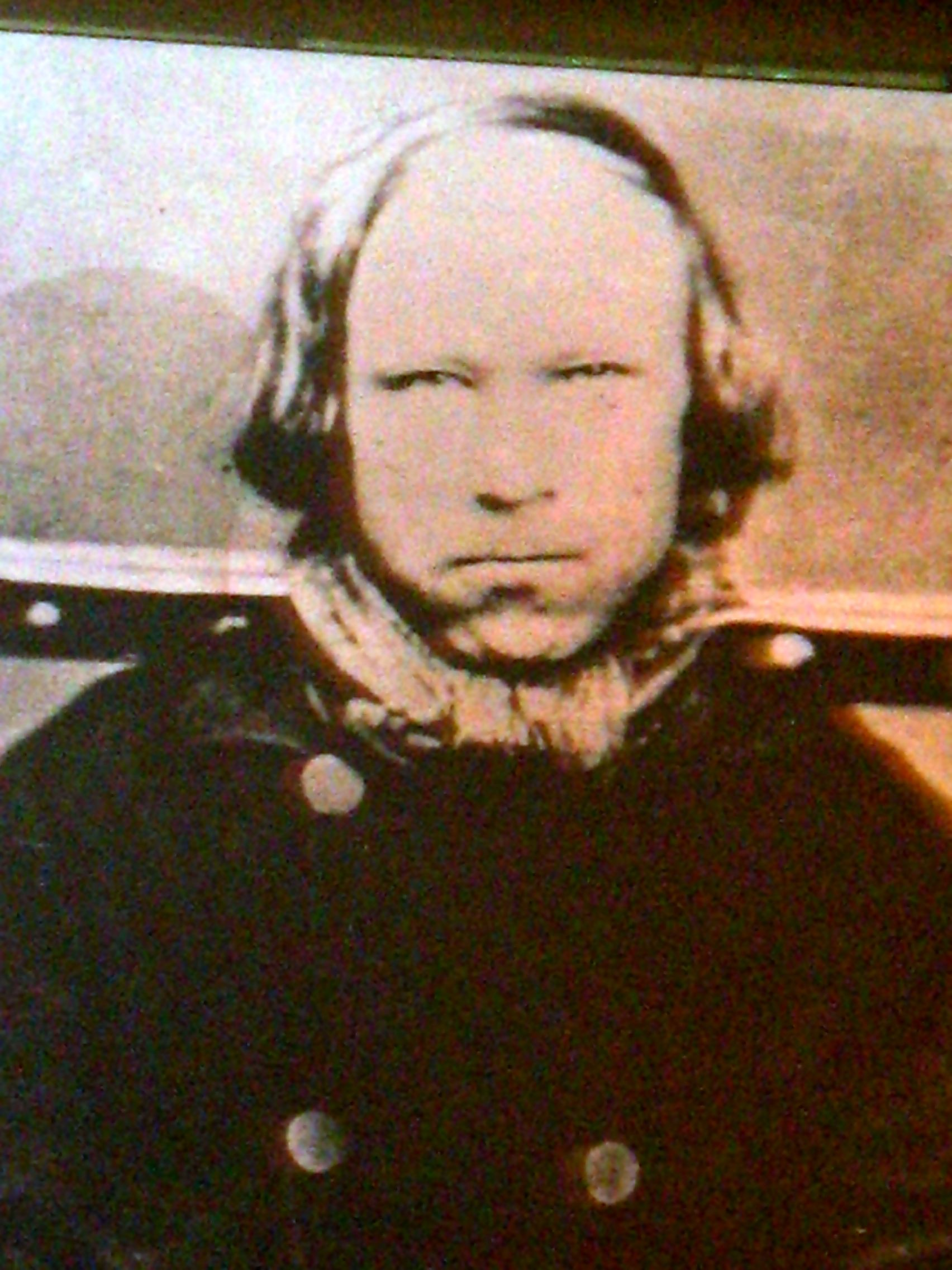
Fotografie eines norwegischen Strafgefangenen aus den 1840er Jahren, von dem einige der Meinung sind, dass es Ole Høiland darstellt.

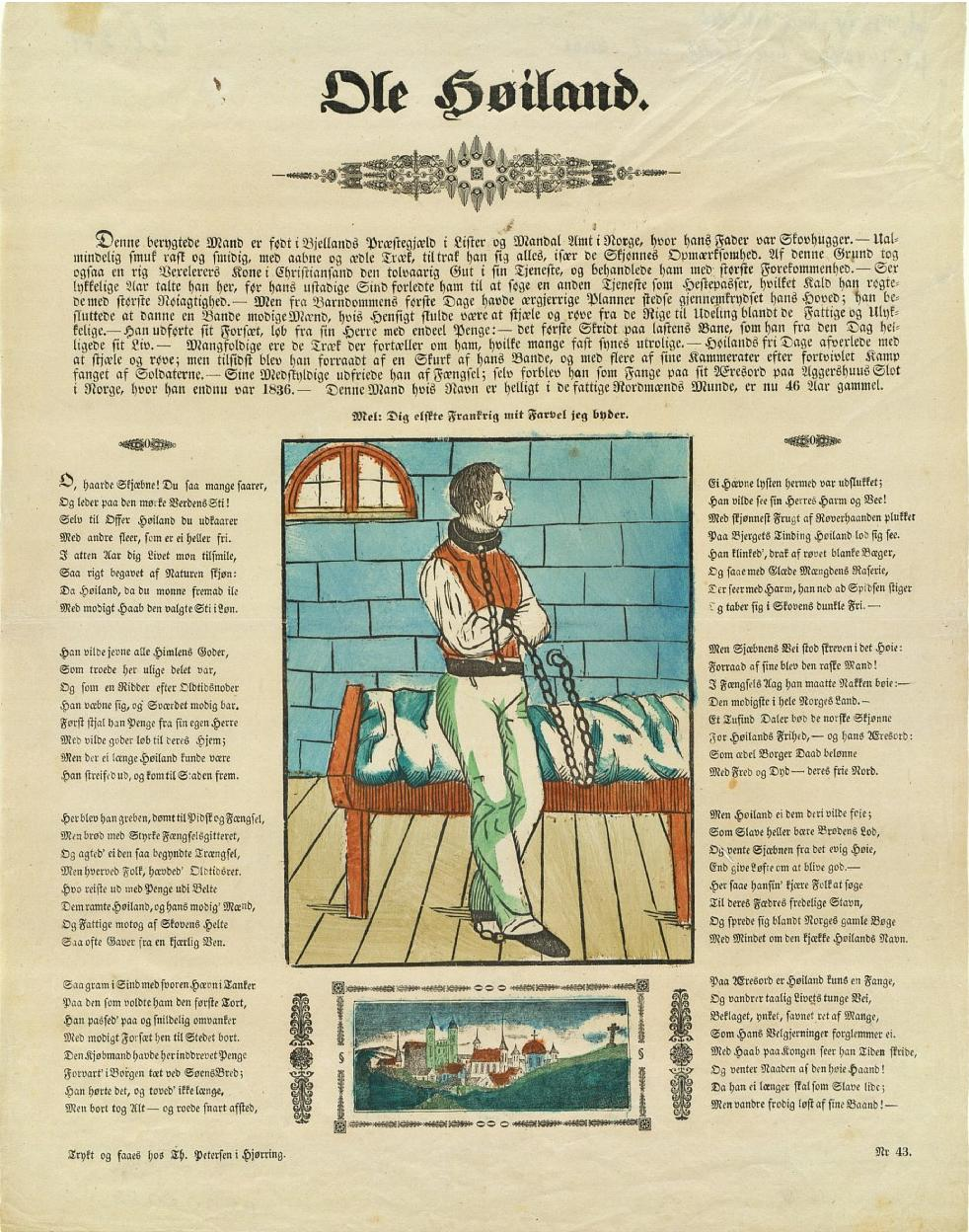
Bericht und Abbildung von Ole Høiland, in der dänischen Zeitschrift «Kistebillede», zum Zeitpunkt der Herausgabe dieses Blattes soll er 46 Jahre alt gewesen sein. Diese Kistebilledet-Ausgabe stammt von Thøger Petersen aus Hjørring. Aus der Det Kongelige Bibliotek.

Ole Høiland wurde am 24. Februar 1797 in der Grindheim kirke in der Pfarrei Bjelland getauft. Er war das Kind des Bauern Peder Olsen Høyland und seiner Frau Gjertrud Gullovsdatter. Ole Høiland war älteste von vier Geschwistern, seine Schwester Åsa war zwei Jahre und seine Schwester Gunvor und vier Jahre sowie sein Bruder Andreas sieben Jahre jünger.
Der Erb-Bauernhof der Familie Høyland wurde 1802 aufgrund der Überschuldung zwangsversteigert und sie zog nach Kristiansand. Sein Vater Peder Høyland arbeitete dann dort als Tagelöhner mit einem unbeständigen Einkommen. Die Großfamilie lebte 1816 immer noch zusammen in ihrem neuen Domizil unter schlechten und ärmlichen Verhältnissen und war in der städtischen Armenkasse registriert. Zu dieser Zeit herrschte in Norwegen Hungersnot wegen der Napoleonischen Kriege und der englischen Blockade im Kattegat/Skagerrak. In dieser Zeit wurden Lebensmittel- und Getreidelager in Kristiansand von hungernden Menschen gestürmt und geplündert, da insbesondere in Sørlandet, im Süden Norwegens, größte Armut herrschte.
Ole hatte in diesem Zeitraum bis 1816 mehrere Gelegenheitsjobs gleichzeitig, wie Ziegen und Schafe hüten auf umliegenden Bauernhöfen in Ugland und Egeland, sowie verschiedene andere landwirtschaftliche Tätigkeiten. Auch stand er drei Jahre im Dienst des Priesters Lassen der Tveit kirke in der Kommune Tveit im Osten des heutigen Kristiansand.

### Zeitraum von 1816 bis 1822
Der erste Fall gegen Ole Høiland kam 1816 vor Gericht. Im Alter von 19 Jahren hatte er insgesamt 13 Diebstähle bei verschiedenen Landwirten in und um Kristiansand begangen sowie seinen Dienstherrn im Pfarrhaus und Gutes der Tveitkirche bestohlen, wofür gegen ihn Anklage erhoben wurde. Seine Beute wurde in dem Holzschuppen im Hause der Familie Høiland gefunden und sie bestand aus einigen Silberbestecken, Münzen, Taschenuhren, Gold- und Silberschmuck, Pulverhörnern, Messern sowie aus Kleidung in einem damaligen Gesamtwert von 88 Speciedalern, was eine heute umgerechnet etwa 20.000 Norwegischen Kronen (etwa 1700 Euro) entspricht. Er wurde am 27. August 1816 verhaftet und räumte schließlich seine Schuld ein. Am 15. November 1816 wurde er zu zwei Jahren Zwangsarbeit im Gefängnis Kristiansand verurteilt, was damals die vorgeschriebene gesetzliche Strafe für mehrere Diebstähle in dem Umfang war.
Høiland wurde am 20. November 1816 aus seinem Gewahrsam in das Gefängnis nach Kristiansand überführt, aber bereits 18. Dezember des gleichen Jahres gelang ihm die Flucht. Er entkam aus dem Gefängnis durch Klettern über einen Zaun hinter dem Plumpsklo, während die Wachen davor auf ihn warteten. Auf der Flucht beging er mehrere neue Diebstähle und am 23. Dezember 1816 wurde er in Vigmostad wieder verhaftet und einem Sorenskriver (Richter) zum Verhör in Mandal zugeführt. Zu Weihnachten 1816 saß er im Gefängnis von Mandal, konnte sich aber schon am 27. Dezember, als ihm seine Fesseln abgenommen wurden, unbemerkt entfernen. Er brach in einem unbeobachteten Moment mittels einer Schraube in Schnelle zwei Türen auf und konnte fliehen. Dieses Mal wurde er auf einem Bauernhof in Mosby bei Oddernes gestellt, aber beim Rücktransport nach Kristiansand entkam er 4. Januar 1817 erneut für insgesamt eine Woche. Am 13. Januar war er wieder in Kristiansand und wurde am 15. Januar verhört. Er bekam vom Richter in Mandal eine Zusatzstrafe von vier Jahren für die Einbrüche während seiner Flucht. Diese Strafe sollte er erst angetreten, nachdem die erste Strafe in Kristiansand verbüßt wäre. Danach wurde Høiland ins Gefängnis von Kristiansand überführt und saß fast 1½ Jahre, bis zum Juni 1818, wo er wieder entkommen konnte. Anschließend war er wieder auf freiem Fuß, bis er am 12. April des folgenden Jahres in Egersund wieder verhaftet wurde. Im Laufe des Verfahrens in Egersund flüchtete er noch dreimal. Er wurde schließlich wieder vom dortigen Gewahrsam zurück nach Kristiansand verbracht.

### Zeitraum ab 1822
Høiland konnte im Frühjahr 1822 aus dem Gefängnis in Stavanger fliehen. Über den Zeitraum seiner dreijährigen Inhaftierung von 1819 bis zu seiner Flucht gibt es keine verlässliche Informationen über seine möglichen Aktivitäten. Im Juli 1822 wurde er erneut in Kristiansand verhaftet und während des Verhörs erzählte er ausführlich über seine Flucht und Diebstähle in Risør, Larvik und Christiania. Durch die Vernehmungsprotokolle ist überliefert, das Høiland offenlegen wollte, wo er sein gesamtes Diebesgut versteckt hatte, aber Mitte August entkam er vorher erneut. Es schien den Anschein zu haben, als ob er eine Partnerschaft mit den Behörden arrangiert hätte, um etwas Zeit zu gewinnen. Høiland war so über ein Jahr in Freiheit wurde nicht verhaftet oder verhört, obwohl er mehrmals gesehen wurde, zuletzt am 10. Dezember 1823 in Kragerø, und in Arendal. Als er am 23. Dezember 1823 sich erneut Arendal zeigte, wurde er schließlich festgehalten. Zu seiner Festnahme hatte er ein umfangreiches Equipment an Einbruchswerkzeugen und mehrere Utensilien bei sich, viele Nachschlüssel, Dietriche, Goldketten von zwei Ellen (ca. 130 cm), Münzen und viele andere Gegenstände, die verdächtigt genug erschienen, das sie allesamt aus Einbrüchen vor einer Woche aus Arendal stammten. Am Wochenende zu Silvester 1823 wurde er in das Gefängnis nach Kristiansand verlegt.

### Nach 1823
Die staatlichen Ermittler wollten nun Høiland endgültig das Handwerk legen sowie genaue Informationen von Høiland erhalten zu allen Einbruchdiebstählen und begangenen Urkundenfälschungen, vor allem zu seinem Pass, mit dem unter einer verdeckten Identität reisen konnte. Die Ermittlungen und der Prozess zogen sich in die Länge, auch durch die umfangreiche Befragung von Zeugen. Infolgedessen wurde der ganze Prozess erweitert und zog sich hin bis zum Mai 1823. Nachdem das Urteil gesprochen war, schaffte es Høiland erneut, zu entkommen. In seiner Zelle konnte er die Ketten, mit denen er an der Wand befestigt war, lösen und anschließend mit einem alten Bettlaken als Seil von einer Luke aus dem Dachboden entkommen. Das Wachpersonal schätze die Flucht aus dieser großen Höhe als sehr «halsbrecherisch» ein.
Zwei Tage nach dem Urteil und der Flucht wurde Høiland wieder gefangen und zum Auspeitschen und anschließender körperlicher schwere Strafarbeit, die in Norwegen als Sklavenarbeit bezeichnet wurde, zu lebenslanger Gefangenschaft verurteilt. Nach einem Berufungsverfahren wurde die Strafe in Kristiansand am 20. August 1823 und am 16. Dezember 1823 am Norges Høyesterett (Obersten Norwegischen Gerichtshof) bestätigt.
Auch seine Eltern wurden bei Untersuchung des Falles in dem Zusammenhang mit einbezogen. In ihrem Haus wurden mehrere verdächtige Gegenstände entdeckt, wie Kaffee, brauner Zucker, silberne Löffel, Geld und einige andere Dinge, von denen man annahm, dass diese nicht durch ehrliche Arbeit erworben sein konnten. Sie wurden daher zumindest der Hehlerei verdächtigt. Sein Vater, damals 60 Jahre alt war, behauptete, dass er sich das Geld von der Landwirtschaft und Waldarbeit erarbeitet hatte und die silbernen Löffel und die anderen Objekte, schon seit vielen Jahren besaß. Seine Mutter, die damals 50 Jahre war, behauptete später, dass sie den Kaffee und Zucker in den Wäldern gefunden hätte, aber es nicht gewagt hätte, ihrem Mann davon zu erzählen. Keiner von beiden erwähnte dabei ihren Sohn, der zu dieser Zeit in den Wäldern rund um Kristiansand war, und es wurde vermutet, dass der Kaffee und Zucker aus einem Einbruch in einem Bauernhof in Kristiansand stammte. Der Vater wurde freigesprochen, während die Mutter im Juli für vier Tage inhaftiert wurde, zusammen mit dem damals prominenten norwegischen Dieb Gjest Baardsen, der ebenfalls im Sommer 1823 hier inhaftiert war.
Am Tredje Stampe im Stadtwald oberhalb von Kristiansand befindet sich eine ca. 5 Meter tiefe Höhle, die Høiland als Versteck gedient haben soll und seit dem «Høilandshola» (Høiland-Höhle) genannt wurde. Zu seiner Zeit begann schon die Mythenbildung zu Ole Høiland, so dass es heute schwierig ist, genau zu bestimmen, wo er sich wirklich während seiner Flucht versteckt hielt.

### 1823 – wieder auf der Flucht
Als Høiland wieder auf freiem Fuß war, wurde er bei einem Schmied am Frolands verk gesehen, der für ihn Einbruchswerkzeuge fertigte und verkaufte. Ebenfalls wurde er in einem Gasthaus in Porsgrunn gesehen. Im November 1823 wurde er schließlich in Jæren verhaftet und von Stavanger nach Kristiansand überstellt. Unklar bleibt wie er die großen Strecken, so unterem von einem Einbruch im Haus eines Lensmannes in Bamble nach Porsgrunn sowie nach Brevik absolviert hatte. Insgesamt deutet alles darauf hin, dass er über ein sehr großes Gebiet bei seiner Flucht per Fuß durchquert hatte, und wenig Kontakt zu anderen Leuten hatte sowie immer auf der Hut vor seinen Verfolgern bleiben musste.

### Auspeitschung 1824
Gemäß dem Urteil von 1823 wurde beschlossen, dass Høiland als erstes auch ausgepeitscht werden sollte. Nach einem Königlichen Dekret (Kongelig resolusjon) vom 24. Februar 1824 wurde bestätigt, dass diese Strafe gegen Høiland durchgeführt werden muss. Der Stadtrichter (Byfogd) forderte für die Durchführung der Strafe militärische Unterstützung an. Am Samstag, dem 20. März 1824 wurde die Auspeitschung öffentlich vollzogen. Zu der Bestrafung durch Auspeitschung, die in Norwegen als Kakstrykning bezeichnet wird, wurde er an einem Pfahl festgebunden. Der Scharfrichter gab ihn anschließend 27 Schläge auf den nackten Rücken.

### Haft in der Festung Akershus

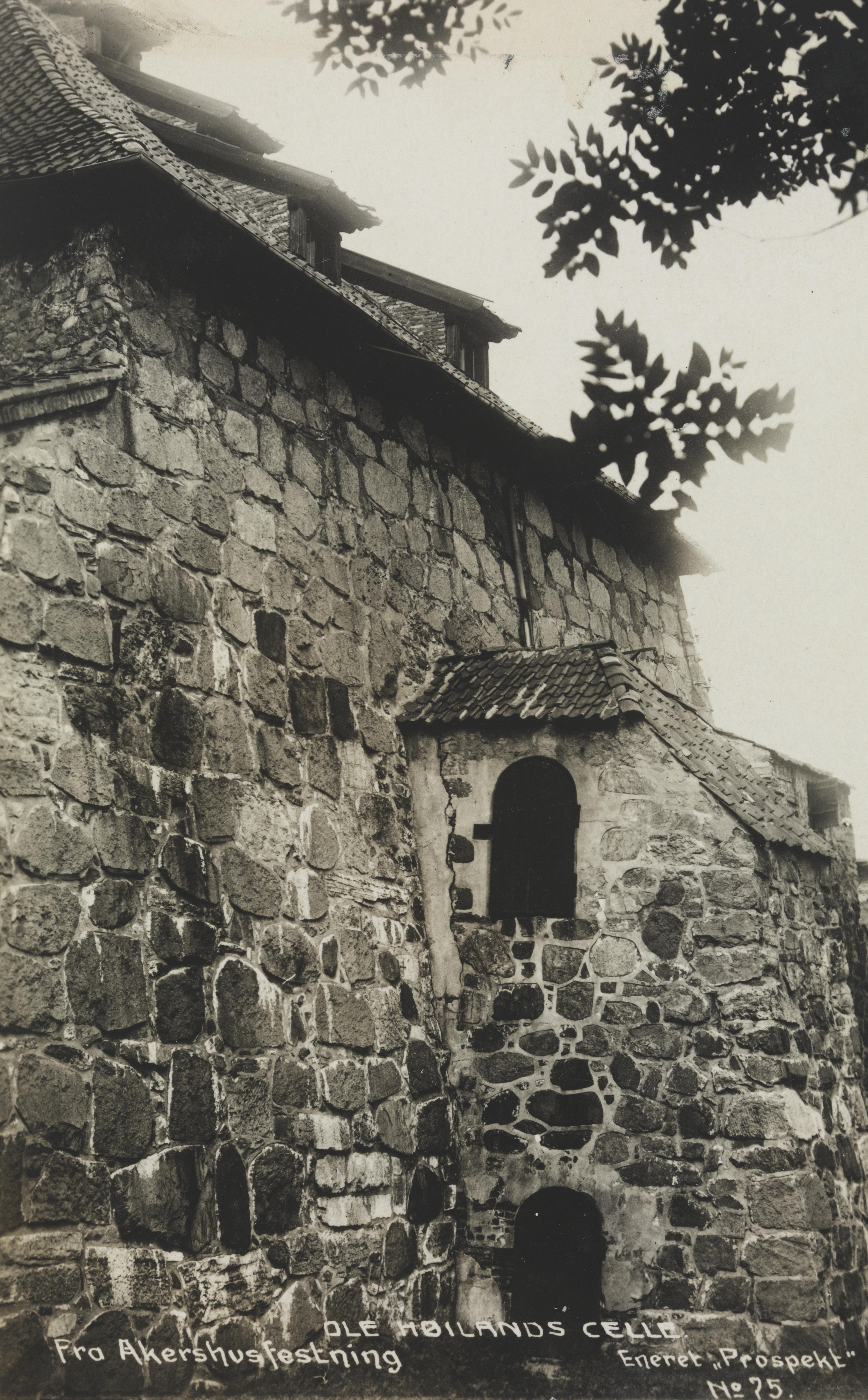
«Ole Høilands Zelle» in der Festung Akershus in Oslo.

Gleich am selben Tag nach der Auspeitschung des Verurteilten, schrieb der Stadtrichter den von Høiland bestohlenen Lensmann in Bamble an, dass er jetzt den Delinquenten zu lebenslanger schwerer Festungshaft und zur Strafarbeit in die Festung Akershus übergeben werde. Der Lensmann konnte ihn daher noch über den Einbruch in seinem Haus in Bamble auf der Straße zu verhören. Der Lensmann bekam den gestohlenen Besitzes von einem Mittelsmann Høilands ausgeliefert. Der Stadtrichter gab an, dass Høiland ein sehr gefährlicher Mann wäre, der aufs allerschärfste bewacht werden müsse. Bei einer Leibesvisitation fand man bei ihm, obwohl er gefesselt war, in einem geheimenen Versteck in seiner Kleidung, ein Messer, Bohrer und verschiedene andere Instrumente usw., mit denen er sich bei entsprechender Gelegenheit hätte befreien können.
Ebenfalls schrieb der Stadtrichter von Kristiansand an den Kommandanten der Festung Akershus, das Høiland nach Auspeitschung unter strengster militärischer Bewachung zum Antritt der Haft überführt werden müsse. Weiterhin berichtete der Leiter der Wache, dass Høiland: «außergewöhnliche Fähigkeiten, sich von seinen Eisen lösen», besitzt.
Høiland saß in Folge darauf sieben zusammenhängende Jahre bei schwerer Sklavenarbeit in der Festung Akershus unter sehr primitiven Bedingungen ein. Im Juni 1831 gelang es ihm und einigen anderen Insassen bei der Durchführung von Arbeiten vor der Festung, ein Boot zu stehlen und sie ruderten bis zu der Gemeinde Nesodden, wodurch sie entkommen konnten. Nach sechs Jahren auf der Flucht wurde Høiland wieder verhaftet und zurück in die Festung Akershus verbracht. Während seiner erneuten Strafarbeit in der Festung lernte er den Gefangenen Ole Vidstige kennen, der später freigelassen wurde und, nachdem Høiland danach drei Jahre wieder fliehen konnte, Unterschlupf gewährte und sich ihm anschloss. Vidstige lebte in einem kleinen Wohnzimmer in einem Haus nördlich von Torshov, während Høiland im Keller blieb und er über eine versteckte Klappe unter dem Boden eines Schrankes Zugang zu der Wohnung seines Kompagnon hatte. Mit ihm plante Høiland in seinem Versteck bereits seinen nächsten kühnen Coup, den Einbruch in eine Filiale der Norges Bank in Christiania (Oslo). Bei seinen Vorbereitungen schaffte und fertigte er sich ein komplettes Einbrecher-Equipment sowie Nachschlüssel, Dietriche und weitere Ausrüstung an, die er benötigte, um durch die sieben verschlossenen Türen der Norges Bank zu kommen.

### Einbruch in der Norges Bank

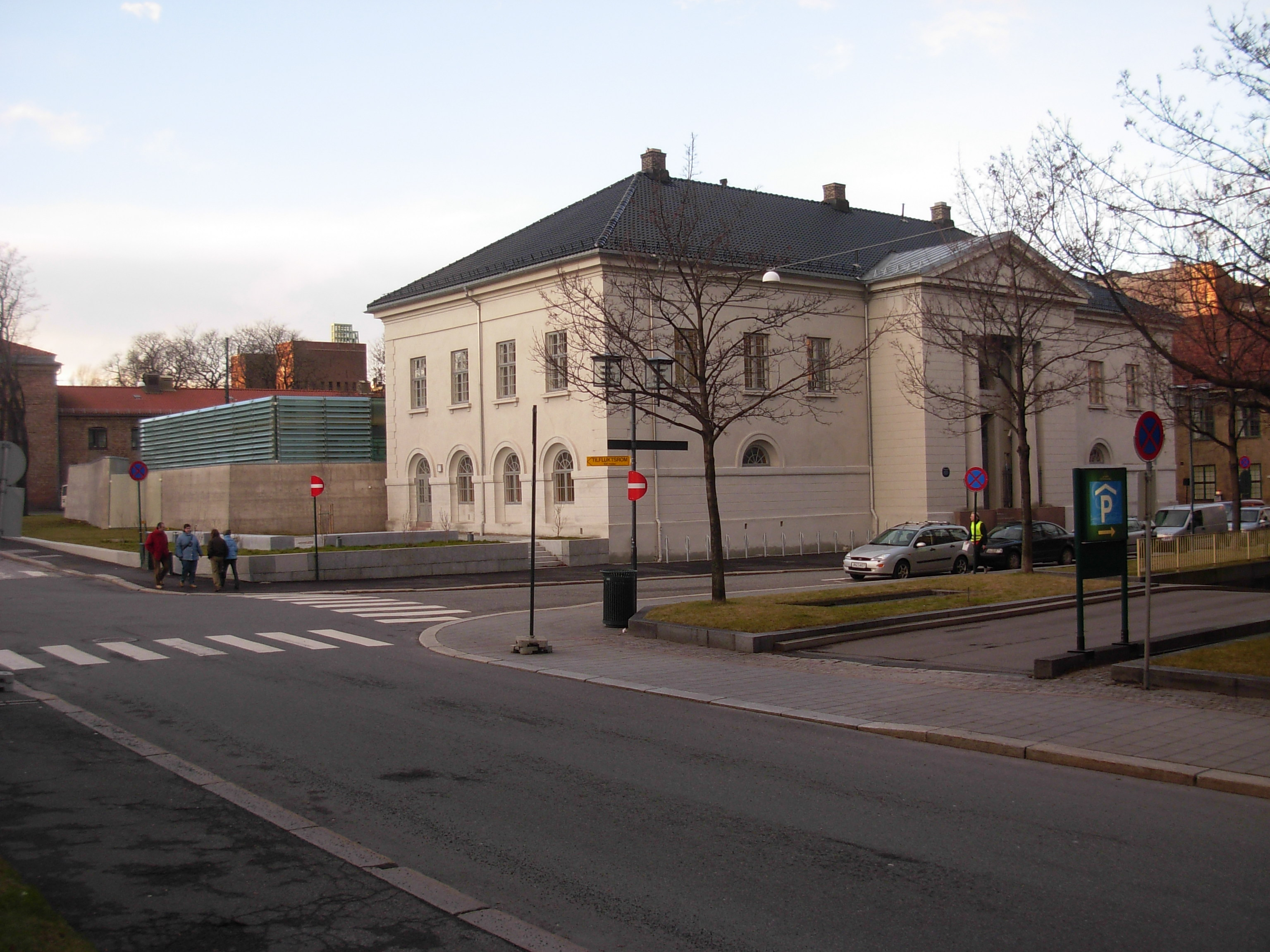
Das damals gerade neu erbaute Gebäude der Norges Banks in Christiania in das Ole Høiland einbrach.

Høiland hatte bereits vier Abende vor dem Einbruch erkundet und dabei beobachtet, wie der große General-Schlüssel mit 14 Kerben zum Eingangstor aussah. Er ging zurück in seinen Keller, um mit Ole Vidstige eine Schlüsselkopie zu den Türen des Geldspeichers anzufertigen. Ebenfalls hatte er sich dazu Abgüsse von den Schlüssellöchern der Türen gemacht.
Høiland wählte als Tag für seinen Bruch die ruhige Zeit am Weihnachtstag 1838, um in die Bank zu kommen. Er bestach die Brüder Hans und Peder Olsen, die dafür 500 Speziestaler bekommen sollten und ihm während der Weihnachtszeit bis Neujahr halfen.
Die Gebrüder sollten durch Pfeifen ein Signal geben, wenn die Wächter vor der Bank auftauchen sollten, und diese auch in eine andere Richtung ablenken, so dass er unbemerkt durch das Haupttor kommen konnte. Er musste jedoch mehrere Versuche unternehmen, um in den Gewölbekeller der Bank zu kommen. Høiland beseitigte jedes Mal sorgfältig die Spuren, dass er im Inneren der Bank gewesen war, so dass es niemand bemerkte. Er hatte jedoch große Mühen, die letzte Tür zu öffnen, und musste dadurch mehrmals nach Hause gehen, um die Nachschlüssel zu optimieren. Erst im neuen Jahr konnte er endlich diese letzte Tür öffnen und kam in das entsprechende Gewölbe der Bank. Er erbeutete die erstaunliche Summe von 64.100 Speziestalern, die er in einem Sack mitnahm. Er schloss anschließend sorgfältig alle Türen hinter sich, so dass längere Zeit danach der Einbruch nicht entdeckt wurde. Er vollzog den Einbruch nicht durchweg mit seinem Komplizen Ole Vidstige und versteckte nach dem Auszahlen seiner Helfer die Beute an mehreren Orten, darunter in Grefsenåsen und wahrscheinlich ein Teil in der Ole Høilands hule (Ole-Høilands-Höhle) auf Storhaug in Lillomarka.
Høiland zog danach eine Weile umher, bis er Zuflucht bei einer Familie in Lier fand, wo er aber schon am 21. Januar 1839 verhaftet wurde. Von dem gestohlenen Geld konnte ein großer Teil zwar wieder sichergestellt werden, jedoch fehlte von 18.401,5 Speziestalern jede Spur.

### Erneute Festungshaft, Flucht und Selbstmord
Høiland wurden schwer für seinen ungewöhnlichen Einbruch erneut verurteilt und bestraft. Wieder wurde er zuerst das Auspeitschen vollstreckt, dieses Mal öffentlich auf den Marktplatz am Vippetangen. Høiland war zu diesem Zeitpunkt etwa 40 Jahre alt und für ihn war die Strafe so hart, dass er Selbstmord begehen wollte. Nach dem Vollzug wurde er im Kronprinsens Kruttårn (Kronprinzen-Pulverturm) auf der Festung Akershus festgehalten, der dadurch zu einem Wahrzeichen der Stadt wurde. Høiland wurde in seinem neuen Kerker rund um die Uhr von Gefängniswärtern bewacht.
Er konnte im November 1837 noch einmal entkommen, wurde aber in der Stadt aufgegriffen und erneut inhaftiert. Knapp zwei Jahre später, im September 1839 floh er wieder und es gab große Aufregung in der Stadt. Er hatte es geschafft, sich Werkzeuge in die Zelle zu schmuggeln, so dass er den Fußboden seiner Zelle durch mehr als zwei Meter dicken Grundgestein durchdringen konnte. Alle Arbeiten mussten in der Nacht und ohne Kleider gemacht werden, so dass keine verschmutzte Wäsche bei ihm gefunden werden konnte. Die Arbeiten dauerten den ganzen Sommer lang. Nach einem Durchbruch durch die Grundmauer des Kronprinzen-Pulverturmes in den Hof gelang es ihm, an die äußere Festungsmauer kommen. Dort versuchte weiter zu klettern, verlor aber den Halt und fiel 10 Meter tief und konnte entkommen. Dies war seine letzte erfolgreiche Flucht.
Dieses Mal war er drei Jahre lang auf freiem Fuß. Høiland durchstreifte mehrere Orte und lebte die meiste Zeit in Hunger und Kälte, so unter anderem in Nordmarka und Lillomarka. Schließlich wurde er wieder bei einer Familie in Konnerud bei Drammen aufgenommen, und blieb bei ihr einige Zeit. Die Familie verriet ihn jedoch wegen des hohen Kopfgeldes an die Behörden und Høiland wurde bei einer folgenden Hausdurchsuchung aufgegriffen. Statt eine Belohnung zu erhalten, wurde die Familie jedoch selbst bestraft, weil sie Høiland solange versteckt hatten. Die Familie musste auch Angst haben, dass sie von anderen Menschen gelyncht wird, da Høiland mittlerweile zu einem bekannten und beliebten Mann geworden war. Er war zugleich mit seinen 13 Gefängnisausbrüchen und einem Einbruch in Norges Bank eine Herausforderung für die staatlichen Institutionen.
Nach seiner Ergreifung wurde Høiland wieder zur Strafarbeit und Einzelhaft in die Festung Akershus geschickt. Der mittlerweile kranke und gebrochene 45-Jährige Sträfling, fühlte sich verraten von den Menschen, von denen er dachte, sie wären seine Freunde, von denen manche auch zuletzt immer mehr Geld haben wollten, um ihm zu helfen. Er ersuchte nach einer Weile bei dem neuen König Oskar I. eine Begnadigung oder eine mildere Strafe zu erreichen, aber sein Antrag wurde abgelehnt. Er verlor so den Funken seines Lebenswillen. Am 20. Dezember 1848 verbarrikadierte er die Tür seiner Zelle und schaffte es sich zu erhängen, bevor die Wachen die Tür aufgebrochen hatten.

## Zur Person Ole Høiland
Trotz Recherchen wurden bisher keine authentischen Bilder von Høiland gefunden. Eine oft reproduziertes Foto, was ihn angeblich darstellen sollte, stellte sich als das Porträt eines anderen Gefangenen heraus.
Ole Høiland wird in einem Bericht eines Offiziers: Protokoll über den unehrlichen Sklaven für das Leben in der Festung Akershus Beschreibung ist wie folgt; "68 Zoll (177 cm) groß auf nackten Füßen, breites Gesicht mit einem langen und richtigen Riecher, gutes Aussehen und blaue Augen, kleine Augenbrauen, helle, hellbraune Haare, helle Hautfarbe, norwegische Sprache mit westlicher Aussprache. Dreier und Holzhacker als Tätigkeit hier. Erkennung; 1 Narbe nach einer Verletzung an der rechten Außenseite im Augenwinkel und auf der Wange von etwa 2 Zoll lang, 1 kleine Narbe nach einer Festnahme auf der rechten Seite der Brust in Höhe der Achselhöhle, 1 große Narbe auf dem rechten Arm und 3 kleinere nach einer Flucht; 1 große runde Narbe (Kreis) auf der linken Schulter, eine Narbe auf jeder Seite der rechten Hand schmalen Seite, und einige kleine Narben auf der linken Schmalseite nach Strafarbeit. Auf der rechten Hand, nach innen, mit Ausnahme der Daumen, Narben nach einem Schwad an allen Fingern. An der linken Hand 1 große Narbe und der Rückseite seiner Hand durch einen Säbel bei der Festnahme, eine lange Narbe und Abschürfungen über die vielen Jahre durch Reiben an Seilen quer über Handrücken. 2 Narben am Ring- und kleinen Finger. 1 kleine Narbe in der Mitte des mittleren Finger. 1 Narbe auf der Rückseite des Daumens. Ohrlöcher in beiden Ohren für die Ohrringe.
In Norwegen wird heute noch immer noch sehr gern über Rolle und Bedeutung von Høiland diskutiert. Durch Mythenbildung und Glorifizierung wurde in weiten Kreisen einer Art heroische Figur als Mann des einfachen Volkes, der als Volksheld die damalige Staatsgewalt, Richter und die öffentliche Strafjustiz herausgefordert hat. Wenn man den historischen Spuren seiner Flucht folgt, lässt sich feststellen, dass er sich oft bei Frauen versteckt hatte. Dies unterstützt die verbreite Legendenbildung eines Frauenhelden und vogelfreien Menschen, den niemand fangen konnte und der die Staatsmacht an der Nase herumgeführt hat. Zur gleichen Zeit gibt es keine Berichte, dass er jemals andere Leute bestohlen hat, außer Reiche und Privilegierte. Dies regte die Fantasie des Volkes an, dass Ole Høiland zu einer Art Robin-Hood-Figur verklärt wird. Dieser Eindruck wird in dem norwegischen Spielfilm Balladen om mestertyven Ole Høiland von 1970 über das Leben des Meisterdiebes verstärkt. Hier wird er teilweise als noch junger Mann dargestellt, als er sich zum Schluss selbst erhängte, während er in Wirklichkeit da schon über 50 Jahre alt war.
Im Resümee kann man feststellen, dass Høiland sehr geschickt und kreativ war, der schließlich die im damaligen Norwegen noch einfach gehaltenen Justiz- und Staatsbehörden austricksen konnte. Moderne Verfolgungs- und Justizorgane hätten ihm relativ früh das Handwerk gelegt und viele Einbrüche sowie die mehrfachen Ausbrüche wären unter heutigen Bedingungen nicht möglich gewesen.
Während seiner Haft in der Festung Akershus schrieb Ole Høiland eine Art Autobiographie in Form von Gedichten. Auch der norwegische Schriftsteller Henrik Wergeland war wie so viele andere Zeitgenossen von Høiland fasziniert und schrieb unter dem Pseudonym Ola Graagut zwei längere Gedichte über Høiland, eins 1836 und das zweite 1839.